# Perithous romanicus
Perithous romanicus är en stekelart som beskrevs av Constantineanu 1968. Perithous romanicus ingår i släktet Perithous och familjen brokparasitsteklar. Inga underarter finns listade i Catalogue of Life.